# Агентство Анадолу
Агентство Анадолу (тур. Anadolu Ajansı, скорочено AA) — міжнародне інформаційне агентство зі штаб-квартирою в Анкарі, Туреччина.
Агентство має міжнародні відділення більш ніж в 30 країнах. Новини агентства доступні турецькою, албанською, англійською, арабською, боснійською, курдською, македонською, перською, російською, індонезійською та французькою мовами.

## Історія
Агентство Анадолу було засноване в 1920 році під час війни за незалежність Туреччини. Журналіст Юнус Наді Абалиоглу та письменниця Халіде Едіб Адивар, рятуючись з окупованої столиці, зустрілися в Гейве і дійшли висновку, що потрібно створити нове турецьке інформаційне агентство. Офіційно агентство було запущено 6 квітня 1920 року, за 17 днів до першого скликання Великих Національних зборів Туреччини.
Оскільки до влади прийшла Партія справедливості та розвитку (AKP), AA та Турецька телерадіокомпанія (TRT) були реорганізовані, щоб більш детально відображати урядову лінію. Цей більш жорсткий ступінь державного контролю над AA та TRT разом із посиленням державного впливу на приватні ЗМІ, сприяв формуванню в Туреччині домінуючої партії.

## Сучасність
Зараз інформаційні пункти агентства представлені в 36 країнах. Новини агентства виходять 13 мовами: турецькою, албанською, англійською, арабською, боснійською, іспанською, індонезійською, македонською, курдською, македонською, перською, російською та французькою. Агентство Анадолу співпрацює з найбільшим французьким інформаційним агентством Франс Прес і найбільшим світовим фотобанком Getty Images.